# 马德留-佩拉菲塔-克拉罗尔谷
马德留-佩拉菲塔-克拉罗尔谷是安道尔于2004年被正式收录入联合国教科文组织世界文化遗产名录的一处区域。面积约4000公顷，占安道尔国土面积的9%。
联合国教科文组织在宣言中称，收录此地并非因为此处位于著名的山脉，而是它展现了过去700年来人类在贫瘠的比利牛斯山与大自然共生的画面。
高山牧场、深山峡谷、乱石丛生为主要地质构成。迄今该地区仍然以牧业为主，具有浓郁的山地文化。可看的景点有夏季居住点、梯田和山间小道等。